# Новый Берег
«Новый Берег» — литературно-публицистический журнал. Издаётся с 1998 года в Копенгагене. Является постоянным членом Всемирной ассоциации Русской прессы.
Начался как местное издание, печатавшее живущих в Дании русскоязычных литераторов. Со временем в редколлегию вошли известные прозаики и поэты, живущие в разных странах, в том числе Александр Кабаков, Сергей Юрьенен, Александр Иличевский, Сергей Шестаков, а состав авторов значительно расширился. В поддержку издания высказывались, в частности, Андрей Битов и Андрей Вознесенский. По словам главного редактора журнала, прозаика Андрея Назарова,

Я никогда не служил ни советской, ни антисоветской властям и не люблю их, власти. Поэтому первым условием существования нашего журнала была его абсолютная свобода. От любых догм и любого служения, помимо служения подлинному искусству. Приоритетом журнала по определению было открытие новых имён в литературе нашей.
Наряду со стихами, прозой, критическими материалами журнал публикует публицистику и эссеистику, в том числе на исторические темы. В каждом номере присутствует один или несколько материалов, посвящённых литературному переводу.